# Pratibha Patil

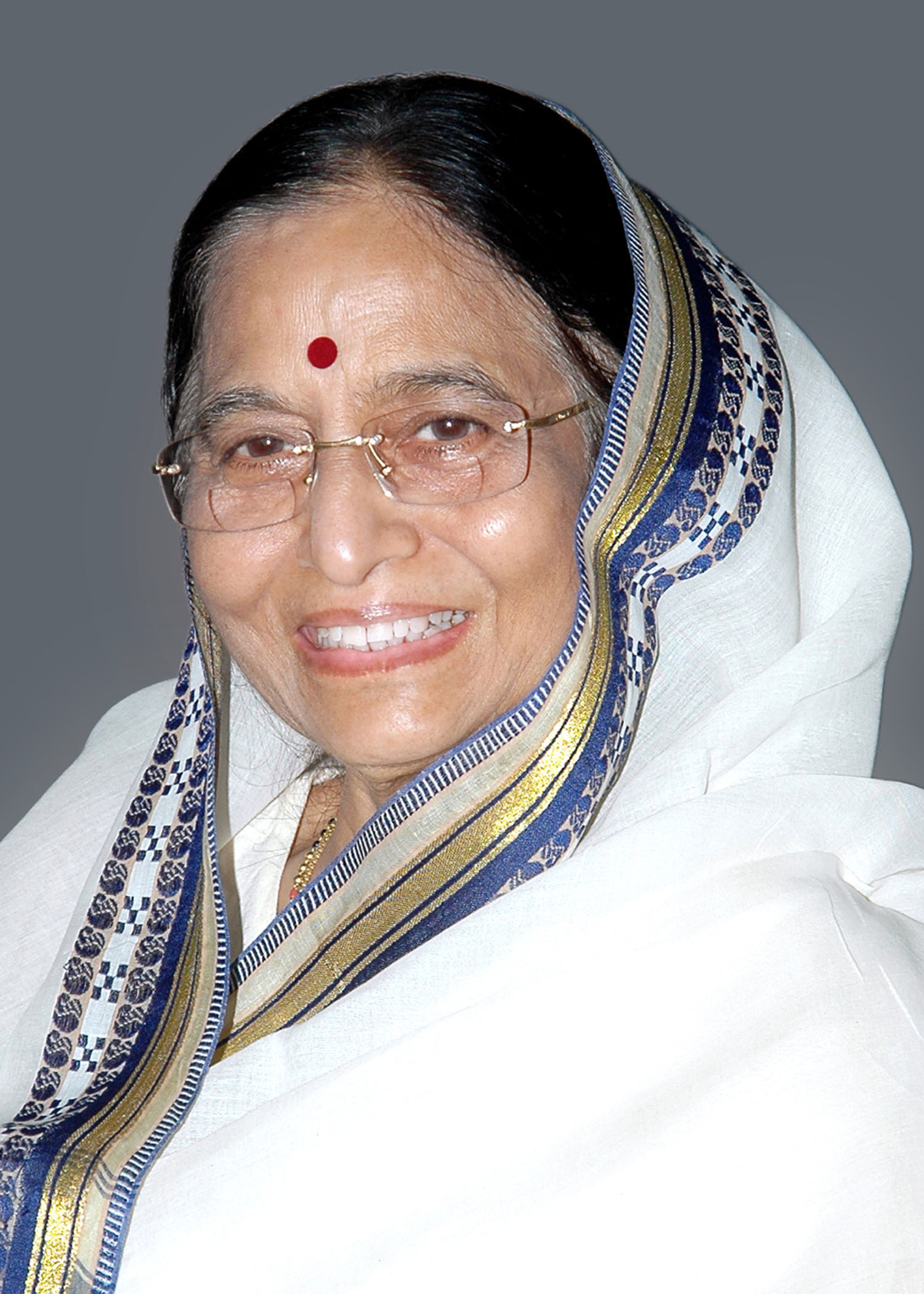
Pratibha Patil (2007)

Pratibha Devisingh Patil (Marathi: प्रतिभा पाटील, Pratibhā Pāṭīl; * 19. Dezember 1934 in Nadgaon, Maharashtra, Indien) ist eine indische Rechtsanwältin und Politikerin.
Von 1962 bis 1985 war sie für den Distrikt Jalgaon Abgeordnete im Parlament (Legislative Assembly) des indischen Bundesstaates Maharashtra. Zwischen 1986 und 1988 war sie Vizepräsidentin (deputy chairperson) der Rajya Sabha. Von 1991 bis 1996 vertrat sie Amravati in der Lok Sabha. Als Gouverneur von Rajasthan war sie die erste Frau in diesem Amt in dem Bundesstaat. Patil wurde am 19. Juli 2007 als Kandidatin des Indischen Nationalkongresses (Kongresspartei), der bundesweit regierenden United Progressive Alliance unter Sonia Gandhi und der Left Front (unter anderem mit Jyoti Basu; Linksfront) als erste Frau in das Präsidentenamt der Republik Indien gewählt. Dieses Amt übte sie bis Juli 2012 aus, nachdem sie zuvor auf eine erneute Kandidatur verzichtet hatte.

## Herkunft, Schule
Pratibha, Tochter von Narayan Rao, ging auf das M. J. College in Jalgaon. Sie absolvierte Abschlüsse als M.A. und bekam den Bachelor of Laws (LL.B.) des Government Law College in Mumbai. Als Studentin war sie auch als eine hervorragende Tischtennisspielerin bekannt. 1962 wurde Pratibha Patil zur „College Queen“ of Mooljee Jaitha College in Jalgaon (MJ) gewählt. Im selben Jahr gewann sie ihr erstes Abgeordnetenmandat für den Wahlkreis Jalgaon als Kandidatin der Kongresspartei.
1965 heiratete sie Devisingh Ransingh Shekhawat, dessen Familiennamen sie aus Rücksicht auf ihre politischen Ambitionen in Indien jedoch nicht trägt. Sie haben gemeinsam eine Tochter Jyoti Rathore und einen Sohn Rajendra Singh. Zusammen mit ihrem Mann gründete sie ein Bildungsinstitut, Vidya Bharati Shikshan Prasarak Mandal, das eine Reihe von Schulen und Colleges in Jalgaon und Mumbai betreibt. Außerdem gründete sie eine Reihe von Hostels für Arbeiterinnen in Neu-Delhi und Mumbai, eine Fachhochschule für Landwirtschaft sowie eine Zuckerfabrik in Jalgaon. Sie war auch am Aufbau einer Industrieschule für Sehbehinderte und an der Leitung einer Schule für arme Kinder im Gebiet von Vimkuta Jematis beteiligt.

## Politische Entwicklung
Pratibha Patil ist seit 1962 politisch aktiv. Sie arbeitete unter dem früheren Kongressparteiführer und ehemaligen Yashwantrao Chavan. Nach der Wiederwahl 1967 wurde sie in der Regierung von Vasantrao Naik stellvertretende Erziehungsministerin und 1972–1978 vollrangiges Kabinettsmitglied. In aufeinanderfolgenden Kongressregierungen war sie zuständig für Tourismus, Frauen und Soziales (Chief Minister waren damals Vasantdada Patil, Babasaheb Bhosale, Shankarrao Bhaurao Chavan und Sharad Pawar). 1985 verließ sie dieses Parlament, da sie für die Rajya Sabha (Bundesebene) aufgestellt war.
Sie hat bisher keine Wahl verloren, für die sie nominiert worden war.
Nach 19 Monaten Notstandsregierung spaltete sich die Kongresspartei 1977 nach der Niederlage Indira Gandhis (Indian Emergency (1975–1977)). Obwohl viele ihrer Weggefährten die Fraktion wechselten, blieb Pratibha bei Indira. Dies erschien damals vielen als politischer Fehler. Diese Loyalität zur Nehru-Gandhi-Familie blieb bei Rajiv Gandhi und Sonia Gandhi stets in guter Erinnerung. Sie protestierte im Dezember 1977 gegen die Verhaftung von Indira Gandhi und kam deshalb selbst zehn Tage in Haft.
1978 wurde sie Oppositionsführerin im Landesparlament. 1980, als die Kongresspartei wieder siegte, wurde nicht sie Chief Minister, sondern Abdul Rehman Antulay, der bald danach wegen Korruptionsvorwürfen zurücktreten musste. Sie wurde dann Ministerin in der Regierung von Vasantdada Patil. Nach Auseinandersetzungen zwischen Patil und dem späteren Vorsitzenden der Maharashtra Pradesh Congress Committee (MPCC) Prabha Rau, ernannte Rajiv Gandhi sie zur MPCC-Vorsitzenden. Dieses Amt hatte sie von 1988 bis 1990 inne.
Nachdem sie auch 1985 in die Rajya Sabha wiedergewählt worden war, wurde sie dort bis 1988 stellvertretende Präsidentin. Ihr Mandat endete April 1990. Im folgenden Jahr, nach der Ermordung von Rajiv Gandhi, wurde sie in das Unterhaus (Lok Sabha) gewählt, nachdem sie das Mandat in Amravati gewonnen hatte. In Amravati war ihr Ehemann früher Bürgermeister gewesen.
Sie war auch Direktorin der National Federation of Urban Co-operative Banks & Credit Societies und Mitglied des Governing Council der National Co-operative Union of India.
Sie wurde im November 2004 zur Gouverneurin von Rajasthan ernannt. Pratibha Patil trat am 21. Juni 2007 wegen ihrer Präsidentschaftskandidatur von diesem Amt zurück.

### Bisherige Ämter
| Periode                                           | Position (englische Bezeichnung, Behörde)                                                                              |
| ------------------------------------------------- | --- |
| 1967–1972                                         | Deputy Minister, Public Health, Prohibition, Tourism, Housing & Parliamentary Affairs in der Regierung von Maharashtra |
| 1972–1974                                         | Cabinet Minister, Social Welfare in der Regierung von Maharashtra                                                      |
| 1974–1975                                         | Cabinet Minister, Public Health & Social Welfare in der Regierung von Maharashtra                                      |
| 1975–1976                                         | Cabinet Minister, Prohibition, Rehabilitation and Cultural Affairs in der Regierung von Maharashtra                    |
| 1977–1978                                         | Cabinet Minister, Education in der Regierung von Maharashtra                                                           |
| Juli 1979 bis Februar 1980                        | Oppositionsführerin, CDP (I), Maharashtra Legislative Assembly                                                         |
| 1982–1985                                         | Cabinet Minister, Urban Development and Housing in der Regierung von Maharashtra                                       |
| 1983–1985                                         | Cabinet Minister, Civil Supplies and Social Welfare in der Regierung von Maharashtra                                   |
| 18. November 1986 bis 5. November 1988            | Deputy Chairman der Rajya Sabha                                                                                        |
| 1986–1988                                         | Vorsitzende, Committee of Privileges, Rajya Sabha; Mitglied im Business Advisory Committee, Rajya Sabha                |
| 1991–1996                                         | Vorsitzende, House Committee, Lok Sabha                                                                                |
| 8. November 2004 bis 23. Juni 2007 (niedergelegt) | Gouverneurin von Rajasthan                                                                                             |
| 2007–2012                                         | Präsidentin der Republik Indien                                                                                        |

Zur Erklärung der Ämter: Während die Unionsterritorien von der Zentralregierung in Neu-Delhi verwaltet werden, verfügt jeder Bundesstaat über ein eigenes Parlament und eine eigene Regierung. Der Regierung eines Bundesstaats steht der Chief Minister vor, der allerdings formal einem vom indischen Präsidenten ernannten Gouverneur mit weitgehend repräsentativen Aufgaben untergeordnet ist (Letzterem werden nur bei Anwendung der President’s rule (siehe auch Politisches System Indiens) die Regierungsgeschäfte übertragen.). In Deutschland gibt es kein entsprechendes Amt auf Länderebene (es wäre sozusagen der Bundespräsident des jeweiligen Bundeslandes). Zwar ist der Gouverneur das Oberhaupt des Bundesstaates, seine Rolle ist jedoch hauptsächlich zeremonieller Natur. Des Weiteren ist der Gouverneur qua Amt Präsident aller Universitäten in seinem Bundesstaat (Chancellor), so dass die eigentlich als solche tätigen Präsidenten sich alle "Vice-Chancellors" also Vize-Präsidenten nennen.
Ein Chief Minister in Indien ist der gewählte Regierungschef eines Bundesstaates und hat den größten Teil der Exekutivgewalt inne. Er oder sie wird durch die Mehrheit des jeweiligen Parlaments gewählt. In Deutschland entspricht dem das Amt des Ministerpräsidenten. Die reguläre Amtszeit beträgt fünf Jahre mit der Möglichkeit der Wiederwahl. Es gibt insgesamt 30 Chief Minister in allen 28 Bundesstaaten und in zwei der sieben Unionsterritorien.

## Wahlkampf, Kritiken, Ergebnisse
Verschiedentlich wurden und werden ihr Vorwürfe gemacht, dass das von ihr mit zu verantwortende Firmenkonglomerat Angehörige in illegaler Weise begünstigt habe.
Die Präsidentschaftswahl fand am 19. Juli 2007 regulär statt. Patil wurde mit 65,82 % der Stimmen gewählt. Damit wurde sie der erste weibliche Präsident von Indien.
Patil wandelte im Sommer 2012, kurz vor Ende ihrer fünfjährigen Amtszeit, 35 Todesurteile in Haftstrafen um. Dies wurde in Indien breit diskutiert, auch vor dem Hintergrund, dass zu dieser Zeit der Attentäter von Mumbai, der zusammen mit einer Gruppe anderer Terroristen drei Tage lang in Mumbai Amok gelaufen war und wahllos Menschen getötet hatte, auf seine Hinrichtung wartete.
Dieser Attentäter wurde nicht begnadigt und im November 2012 hingerichtet. Davor hatte es seit 2004 keine Hinrichtung gegeben.